# Герцог Ланкастерський

Герб герцогів Ланкастерських

Ге́рцог Ланка́стерський (англ. Duke of Lancaster) — англійський спадковий титул. Належав бічній лінії королівської династії Плантагенетів та успадкований від них Ланкастерами. Назва походить від Ланкастера.

## Історія
Титул графа Ланкастера було вперше надано Генріхом III його другому сину — Едмунду Горбатому.
Старший син і спадкоємець Едмунда — Томас — був одним з лідерів баронської опозиції Едуарду II. Король стратив родича й конфіскував його володіння.
За кілька років після цього титул та володіння графів Ланкастерів успадкував брат страченого — Генрі на прізвисько «Крива шия», що вже мав титул графа Лестера.
Його син — Генрі Гросмонтський — був зведений (1351) Едуардом III у герцоги. Його дочка Бланка стала до шлюбу (1359) зі своїм далеким родичем — Джоном Гонтом (сином Едуарда III), якого 1362 року звели у герцоги Ланкастер.
Його старший син, який 1399 року постав на англійський престол під ім'ям Генріха IV, був родоначальником Ланкастерського королівського дому (1399—1461). Після того як онук Генріха IV — Генріх VI — загинув у Тауері, а син останнього, Едуард, загинув у битві під Тьюксбері (1471), чоловіча лінія Ланкастер згасла.

## Герцоги
- 1351—1361: Генрі Гросмонтський, перший герцог, син Генрі.
- 1362—1399: Джон Гентський, зять Генрі Гросмонтського.
- 1399: Генрі, син Джона.
- 1399—1413: Генрі, син Генрі.